# Vreemde Tijden
Vreemde Tijden is het in 2006 verschenen Nederlandstalige rollenspel van de makers van het eerste Belgische rollenspel Schimmen & Schaduwen of S&S (een rollenspelboek, verschenen in 1989). Het is de meer ambitieuze opvolger van het initiatie-rollenspel Monsters & Magiërs van dezelfde makers. Het spel wordt soms afgekort tot VT.

## Personages
Spelers hebben de mogelijkheid klassieke personages te spelen (ook helden genoemd), zoals elfen of magiërs, maar ook meer absurde personages, zoals een travestietenbarbaar, die vecht met een met lood gevulde handtas of een charmezanger, die met zijn zangtalent zombies kan vernietigen, waarbij dan (als bijkomende, humoristische noot) tijdens het spel écht gezongen dient te worden. Er is dus materiaal voor de speler die het rollenspel ernstig neemt, maar ook voor diegene die het rollenspel eens vanuit zijn minst ernstige kant wil benaderen.

## Tempo-versie en Expert-versie
Vreemde Tijden verschijnt in twee versies: een zogenaamde Tempo-versie, voor spelers die een vlot spel en het in rol spelen belangrijker vinden dan spelregels. En een zogenaamde Expert-versie voor spelers die meer realisme en meer diepgang wensen in de spelregels.

## Freeware
Het ontwerpteam van Vreemde Tijden vond de verspreiding van het Nederlandstalige rollenspel belangrijker dan de eventuele winsten die met zulk een spel gerealiseerd zouden kunnen worden. Daarom is het spel, en al zijn scenario's, in pdf-formaat te downloaden van de website.

## Spelersgemeenschap
Een gemeenschap van spelers ontwikkelt zich rond Vreemde Tijden, zodat elke speler of spelmeester die zich geroepen voelt om een scenario te schrijven, dit kan bezorgen aan de ontwerpers. Zij verwerken dit dan naar pdf-formaat en zetten het mee online. Zo zijn er ondertussen reeds tientallen scenario's voorhanden.

## Producten
De volgende pdf-boeken zijn verkrijgbaar voor dit role playing game (op juli 2006).
| Titel                     | Beschrijving                                                                                |
| Vreemde Tijden Basisboek. | Het boek dat de kern-spelregels bevat                                                       |
| Fantasygids:              | Een uitbreiding die je toelaat scenario's te spelen op een magische planeet.                |
| Absurde gids:             | Een uitbreiding die je toelaat B-film-achtige scenario's te spelen met grappige helden.     |
| Het kwam uit de ruimte:   | Absurd scenario. Een meteoor brengt een 'hippe' veroveraar mee.                             |
| De brug:                  | Fantasy scenario. Een goed, klein scenario voor een eerste spelavond.                       |
| De bergpas:               | Fantasy-scenario. Vliegende monsters maken de bergpas onveilig.                             |
| Het huis op de heuvel:    | Fantasy-scenario. Piraten, geesten en een vreemd monster spelen hierin de hoofdrol.         |
| Xanmungy:                 | Fantasy-scenario. Een mysterieuze speurtocht met elkaar concurrerende, magische vijanden.   |
| Woord der waarheid:       | Fantasy-scenario. Een mechanisch wezen en een demon vechten het uit. Wie helpen de helden?  |
| De gouden hand:           | Fantasy-scenario. Wie stopt het duister wezen? De helden krijgen hulp uit onverwachte hoek. |
| Levend begraven:          | Fantasy-scenario. Klein scenario waarin de doden opstaan.                                   |
| De gekruide demon:        | Fantasy-scenario. Piepklein scenario waarin een kruid voor animatie zorgt.                  |
| De laatste zonnewende:    | Fantasy-scenario. Een diepgaande speurtocht om het einde van de planeet te voorkomen.       |
| Het duivelstuig:          | Fantasy-scenario. Een magiër en een bende orken gaan een nieuw kwaad te bevrijden.          |
| Mijnbrand:                | Fantasy-scenario. De mijn staat niet voor niets bekend als de poort naar de Hel.            |
| Veenburcht:               | Fantasy-scenario. De magiër van de burcht verdwijnt van de aardbodem. Waarom? Hoe?          |
| Vallei der verdoemden:    | Fantasy-scenario. Een reis door een vallei die door de tijd vergeten werd.                  |
| Uitbraak:                 | Fantasy-scenario. Speel dit als de helden tijdens een scenario in de nor belanden.          |
| Demonisch hoogstandje:    | Fantasy-scenario. De helden ondernemen een speurtocht naar de tempel van een vreemde sekte. |
| Verloren zielen:          | Fantasy-scenario. Klein scenario met een spookschip.                                        |
| De groenvuursage:         | Fantasy-scenario. Een scenario dat de volgende vijf scenario's tot één geheel smeedt.       |
| Het bloed van Ishar:      | Fantasy-scenario. Hoe zou de wereld zijn, als je een bepaalde transformatie ondergaat?      |
| Groenvuur:                | Fantasy-scenario. Een onderzoek naar het winstbejag van een misdadige sekte.                |
| Heksen:                   | Fantasy-scenario. De helden moeten een vampier redden van een bende heksen en hun meesters. |
| De ruïne van Zed:         | Fantasy-scenario. De helden ontmoeten een lavawezen en ontdekken het mysterie over Zed.     |
| Hoginabala:               | Fantasy-scenario. De beweringen van de lokale gek berusten helaas op waarheid.              |
| Paniek in Delversdorp:    | Fantasy-scenario. Een magiër gijzelt een dorp. Twee subplots verrijken het scenario.        |
| Bloedwraak:               | Fantasy-scenario. De helden onderzoeken waar een vreemde vloek vandaan komt.                |
| Terugkeer van het kwaad:  | Fantasy-scenario. De helden moeten de bron van de vloek uit het vorige scenario opsporen.   |
| Storm:                    | Fantasy-scenario. Als de helden schuilen voor een hevige storm, wacht hen een verrassing.   |
| Beeldenstorm:             | Fantasy-scenario. De helden onderzoeken waarom de dorpelingen zich zo vreemd gedragen.      |
| Het mensenoffer:          | Fantasy-scenario. Een voorbeeld van een door een speler geschreven scenario.                |